# Gáspár Bakos
Gáspár Áron Bakos (Siófok, Hongria, 27 febrer 1976) és un astrofísic hongarès, professor de la Universitat de Princeton, als Estats Units, especialitzat en la recerca i caracterització d'exoplanetes, dels quals n'ha descobert 16.

## Vida
Bakos realitzà els seus estudis secundaris a l'Apáczai Csere János Gimnázium de Budapest (Hongria), després estudià astronomia i física estadística a la Universitat Lóránd Eötvös de Budapest. Entre 2001 i 2003 fou becat al Harvard-Smithsonian Center for Astrophysics (EUA) i realitzà el doctorat entre el 2000 i el 2004 a la Universitat Lóránd Eötvös de Budapest sota la direcció de Géza Kovács. Des del 2011 és professor del departament d'astrofísica de la Universitat de Princeton.

## Obra
Bakos i dissenyà el HAT (Hungarian-made Automated Telescope) un dels sistemes més reeixits del món per a la detecció de planetes en trànsit fora del sistema solar. El projecte HAT consta de petits telescopis de gran camp automatitzats, situats en diferents observatoris, que supervisen rutinàriament les estrelles per descobrir exoplanetes en trànsit. El funcionament dels telescopis és totalment automàtic.
Els exoplanetas que ha descobert pel mètode de trànsit són els HAT-P-5 b, HAT-P-1 b, HAT-P-2 b, HAT-P-13 c, HAT-P-13 b, HAT-P-11 b, HAT-P-20 b, HAT-P-23 b, HAT-P-22 b, HAT-P-21 b, HAT-P-35 b, HAT-P-36 b, HAT-P-34 b, HAT-P-37 b, HAT-P-54 b i WASP-11 b. Tots tenen períodes orbitals molt petits, entre 1 i 6 dies, excepte el HAT-P-13 c que el té de 446 dies.

## Honors
Bakos ha rebut el 2011 el Premi Newton Lacy Pierce de la American Astronomical Society i el Guardó Maria and Eric Muhlmann de l'Astronomical Society of the Pacific.